# Districte de Chiúre
El Districte de Chiúre és un districte de Moçambic, situat a la província de Cabo Delgado. Té una superfície 5.439 kilòmetres quadrats. En 2015 comptava amb una població de 248.381 habitants. Limita al Nord amb el districte d'Ancuabe, al Nord-oest amb el districte de Montepuez, a l'oest amb el districte de Namuno, al sud com els districtes d'Eráti i Memba de la província de Nampula i al Nord-est amb el districte de Mecúfi.

## Divisió administrativa
El districte està dividit en sis postos administrativos (Chiúre, Chiúre-Velho, Katapua, Mazeze, Namogelia i Ocua), compostos per les següents localitats:
- Posto Administrativo de Chiúre:
  - Chiúre (Vila),
  - Jonga,
  - Milamba
- Posto Administrativo de Chiúre-Velho:
  - Micolene,
  - Salave,
- Posto Administrativo de Katapua:
  - Meculane
- Posto Administrativo de Mazeze:
  - Juravo,
  - Mazeze,
  - Murocue
- Posto Administrativo de Namogelia:
  - Bilibiza
- Posto Administrativo d'Ocua:
  - Marera,
  - Ocua,
  - Samora Machel